# 武公悳
武公悳（越南语：／，？—1669年），越南後黎朝時期宣光地區守將，稱宗郡公，又僭稱王爵，對抗黎氏朝廷。

## 生平

### 對抗後黎朝朝廷
武公悳是越南後黎朝時期宣光武氏的領袖之一，其家族世代出任當地的守將。傳至武公悳，稱少傅宗郡公，但他「恃其山川險遠，陰蓄不臣之心，僭稱王爵，偽立朝班」，又跟後黎朝的死敵莫朝餘黨「屢有交書往復」。武公悳雖有這些罪狀，但後朝朝廷仍顧念他是「勳臣之後」（其先世曾參與後黎朝的中興事業），所以「未忍問罪」。

### 被殺
1669年（景治七年）農曆九月，武公悳因與手下麻福長關係不睦，自己心存恐懼，想親赴昇龍申辯，但卻在途中被人所殺。後黎朝廷得悉後，認為武公悳「雖失臣節，然念彼祖父有大勳勞，義不可絕」，於是立其子武公俊為後繼人，繼續鎮守宣光鎮地區，一眾子女均得慰撫。麻福長則因不忠之罪而被監禁獄中。